# یواس‌اس امبرجک (اس‌اس-۵۲۲)
یواس‌اس امبرجک (اس‌اس-۵۲۲) (به انگلیسی: USS Amberjack (SS-522)) یک زیردریایی بود که طول آن ۳۱۱ فوت ۸ اینچ (۹۵٫۰۰ متر) بود. این زیردریایی در سال ۱۹۴۴ ساخته شد.